# Maxillaria bennettii
Maxillaria bennettii är en orkidéart som beskrevs av Eric Alston Christenson. Maxillaria bennettii ingår i släktet Maxillaria och familjen orkidéer.
Artens utbredningsområde är Peru. Inga underarter finns listade i Catalogue of Life.